# Kevin Michael Richardson
Kevin Michael Richardson (sinh ngày 25 tháng 10 năm 1964) là một nam diễn viên, diễn viên lồng tiếng Mỹ nổi tiếng với nhiều diễn xuất lồng tiếng bằng nhiều giọng nói khác nhau từ đầu những năm 1990. Anh cũng được biết là người lồng tiếng Tartarus trong các trò chơi video Halo 2, Robert Hawkins trong Static Shock và Captain Gantu trong Lilo & Stitch. Hiện nay, anh đang lồng tiếng của Cleveland Brown, Jr. trong The Cleveland Show. 
Là một diễn viên được đào tạo cổ điển, là người sinh ra ở the Bronx, New York, Richardson lần đầu được công nhân là một trong 8 học sinh trung học Mỹ được lựa chọn cho Quỹ quốc gia vì nghệ thuật chương trình' "Arts '82". Nhờ đó, anh nhận được học bổng vào Đại học Syracuse.